# Domingos Castro
Domingos Castro, född den 22 november 1963 i Fermentoes-Guimaraes, är en portugisisk före detta friidrottare som tävlade i medel- och långdistanslöpning.
Castros främsta merit är silvret på 5 000 meter från VM 1987 i Rom där han blev slagen bara av Saïd Aouita. Vid Olympiska sommarspelen 1988 slutade han på fjärde plats på 5 000 meter. Ytterligare en framskjuten placering blev VM 1991 då han blev femma. Däremot blev han bara elva vid Olympiska sommarspelen 1992. 
Han var i VM-final på 10 000 meter både vid VM 1995 och 1997 där han slutade på elfte respektive till sjätte plats. 
Han tävlade även i maraton och blev 25:e vid Olympiska sommarspelen 1996 och 18:e vid Olympiska sommarspelen 2000.

## Personliga rekord
- 5 000 meter - 13.14,41 från 1989
- 10 000 meter - 27.34,53 från 1993
- Maraton - 2:07.51 från 1997